# Richard Meier
Richard Meier (Newark, 12 ottobre 1934) è un architetto statunitense.

## Biografia
È il primo dei tre figli di Carolyn Kaltenbacher e Jerome Meier, imprenditore di vino e alcolici.
Si laurea alla Cornell University nel 1957 per poi intraprendere un viaggio per l'Europa, dove ha modo di conoscere Le Corbusier. Tornato negli Stati Uniti, insieme agli architetti Peter Eisenman, John Hejduk, Michael Graves, Charles Gwathmey fonda il gruppo New York Five, con l'intenzione di portare avanti le idee di Le Corbusier e che nel 1967 arriva ad esporre al MoMa. 
Tra il 1958 e il 1963 Meier lavora in diversi e affermati studi di architettura, tra i quali Skidmore, Owings & Merrill (SOM) e lo studio di Marcel Breuer.
Nel 1963 nel suo appartamento progetta il suo primo edificio, una residenza per i genitori a Essex Fells nel New Jersey, e subito dopo progetta la Smith House a Darien (Connecticut), l'edificio che comincerà a dargli una fama internazionale.
Nel 1967 lavora alla conversione dei vecchi laboratori della Bell nel Greenwich Village di Manhattan, ottenendo ottime critiche dal mondo dell'architettura e della stampa. Gli anni ottanta segnano l'affermarsi della sua fama a livello internazionale.
Nel 1984, a soli 49 anni, diventa il più giovane architetto ad aver mai vinto il Pritzker Prize; nello stesso periodo, ottiene commissioni per importanti edifici come il Getty Center di Los Angeles e l'High Museum of Art di Atlanta.

## Opere principali

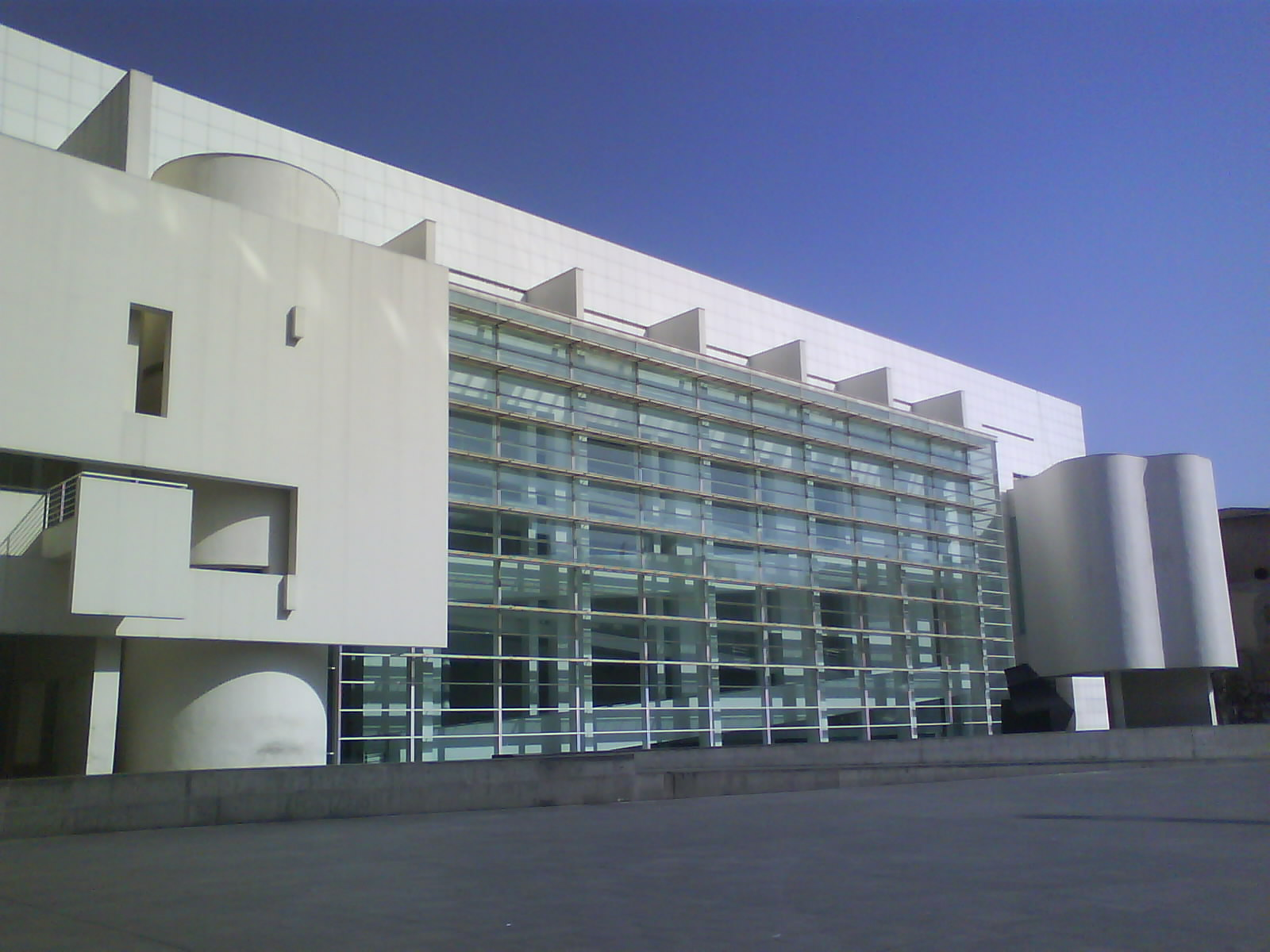
Il MACBA a Barcellona

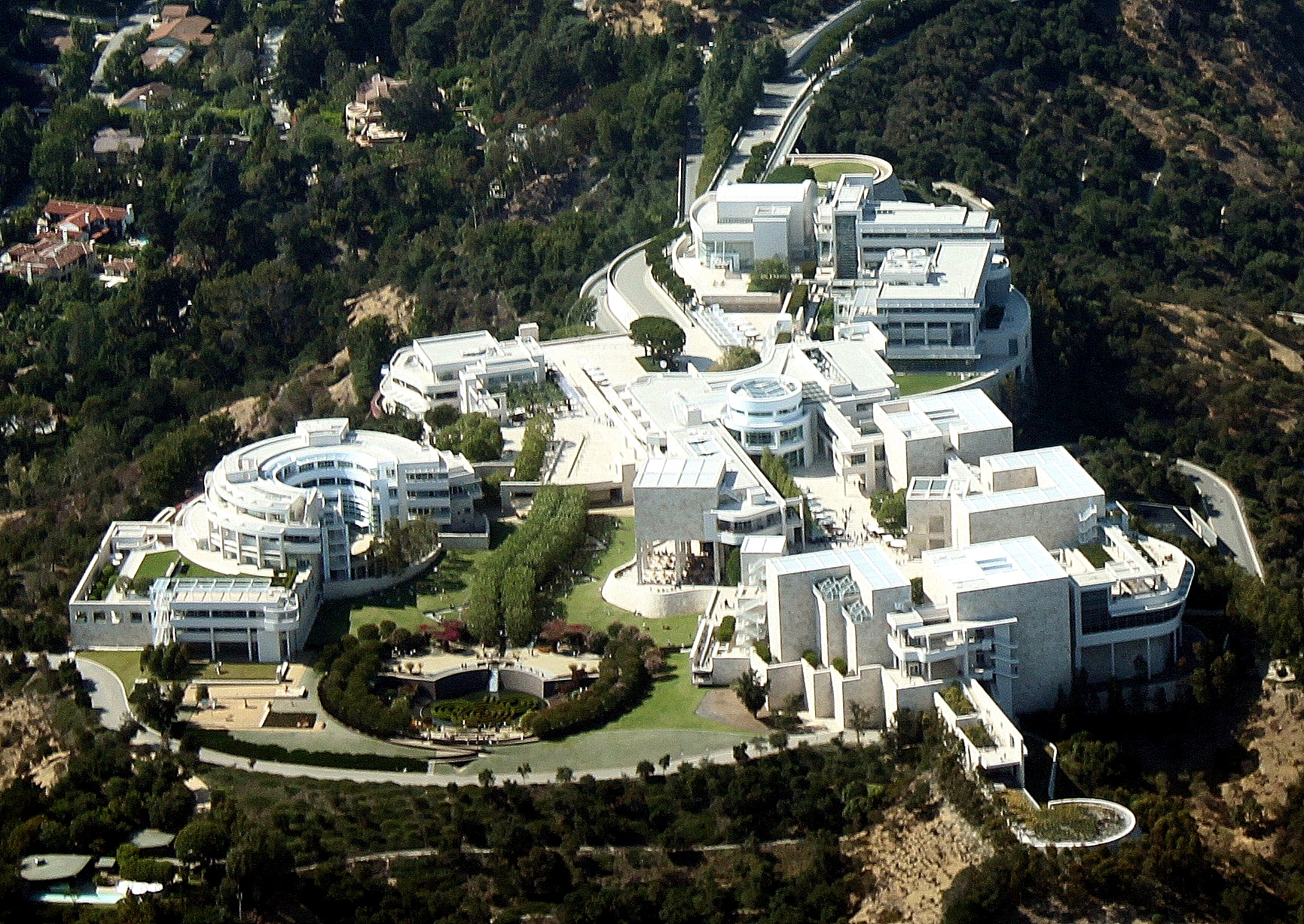
Il Getty Center a Los Angeles

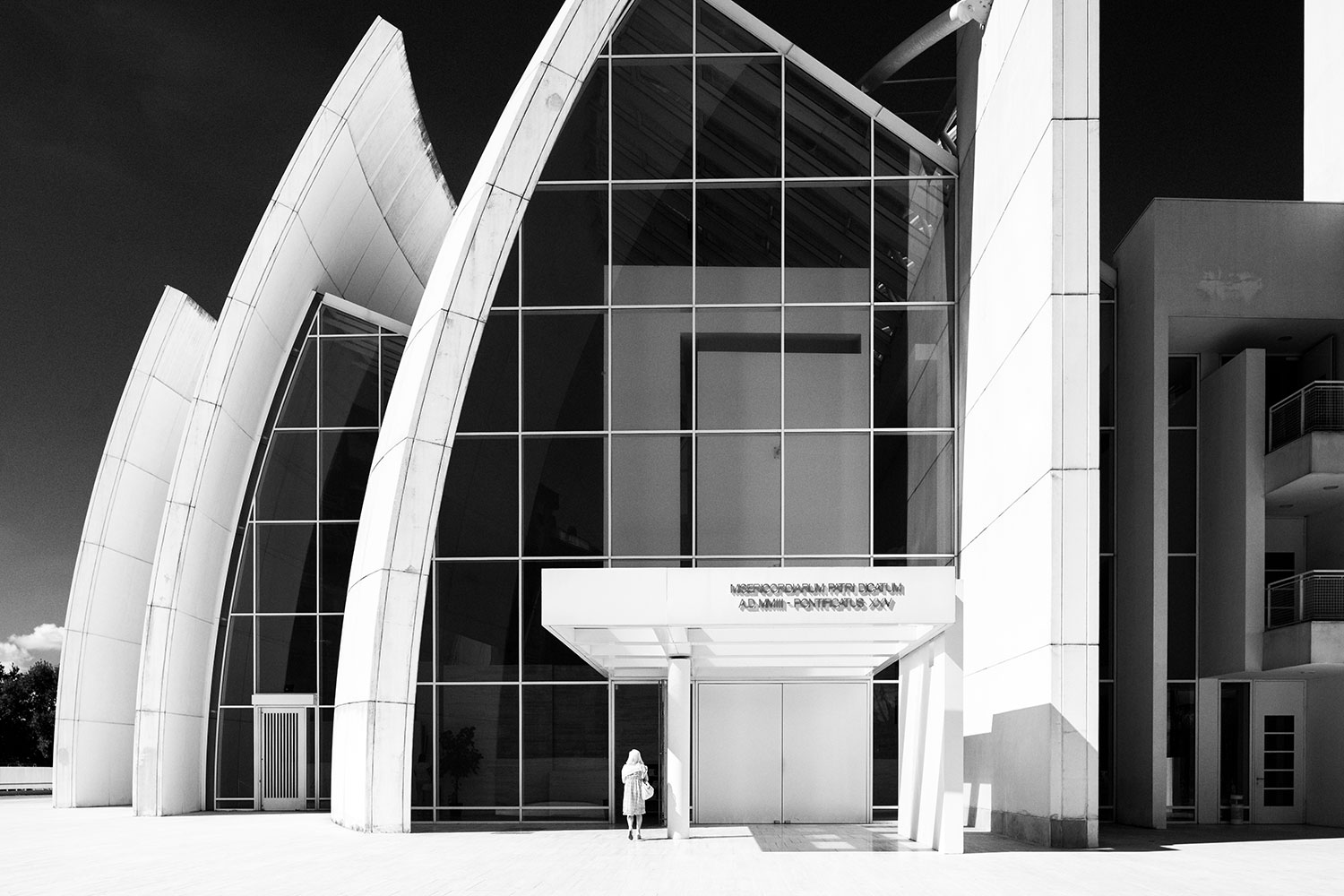
Chiesa Dio Padre Misericordioso nel quartiere romano di Tor Tre Teste

- Casa Smith, Darien, Connecticut, 1965-1967
- Casa Weinstein, Old Westbury, New York, 1969-1971
- Casa Douglas, Harbor Springs, Michigan, 1973
- Bronx Developmental Center, Bronx, New York, 1976
- Ateneo di New Harmony, Indiana, 1979
- Hartford Seminary, Hartford, Connecticut, 1981
- High Museum of Art, Atlanta, Georgia, 1983
- Grotta House, New Jersey, 1985-1989
- Frankfurt Museum of Decorative Arts, Francoforte sul Meno, 1992
- Centro Amministrativo e Culturale di Ulma, 1994
- Sede centrale dell'emittente TV Canal+, Parigi, 1995
- Museo di Arte Contemporanea di Barcellona, Barcellona, 1995
- Museum of Television & Radio a Los Angeles, 1996
- Rachofsky House, Dallas, Texas, 1996
- Getty Museum a Los Angeles, 1984-1997
- Camden Medical Centre, Singapore, 1998
- Sandra Day O'Connor United States Courthouse, Phoenix, Arizona, 2000
- Chiesa Dio Padre Misericordioso per il Giubileo nel quartiere romano di Tor Tre Teste, 1998-2003
- Museo Frieder Burda, Baden Baden, Germania, 2004
- Villaggio Jesolo Lido, Lido di Jesolo, Venezia, 2004
- Museo dell'Ara Pacis, Roma, 2006
- Università di Scranton, Connolly Hall, 2007
- Municipio di San Jose, San Jose, California, 2004-2007
- City Tower, Praga, Repubblica Ceca, 2004-2007
- One Grand Army Plaza, Brooklyn, New York, 2003-2008
- Italcementi i.lab, Bergamo, 2012
- Vitrum Apartments, Bogotà, Colombia, 2013
- Harumi Residential Towers, Tokyo, Giappone, 2009 - 2014
- Ponte Meier, Alessandria, 2009 - 2016

## Riconoscimenti
- Pritzker Prize, 1984
- Royal Gold Medal dal Royal Institute of British Architects (RIBA), nel 1989
- Laurea honoris causa dall'Università degli Studi di Napoli Federico II nel 1991
- Nominato dal Governo Francese Commander of Art and Letters nel 1992
- 12 Honor Awards dell'AIA  nazionale
- 31 Design Awards dell'AIA di New York City
- Arnold W. Brunner Memorial Prize